# بطولة الأمم الرئيسية 1893
بطولة الأمم الرئيسية 1893 (بالإنجليزية: 1893 Home Nations Championship)‏ هو الموسم 11 من  بطولة الأمم الرئيسية. كان عدد الأندية المشاركة فيه  4، وفاز فيه منتخب ويلز الوطني لاتحاد الرغبي.